# Accords de Genève (1988)
Ne doit pas être confondu avec Accords de Genève (1954), Accord de Genève (1966) ou Initiative de Genève.
Lire en ligne

Texte des accords de Genève (en anglais)

Les accords de Genève sont un traité international mettant fin à la première guerre d'Afghanistan, qui secoue le pays depuis 1979. Signés le 14 avril 1988 entre l'Afghanistan, le Pakistan (afin de fixer entre autres le retour des réfugiés afghans), les États-Unis et l'URSS, ils entrent en vigueur le 15 mai de la même année. 
Ils conduisent au retrait soviétique du pays, qui s'achèvera le 15 février 1989. Les moudjahidines afghans n'ont pas participé au traité et ont par conséquent refusé les termes des accords. De ce fait, la guerre civile a continué et 523 soldats soviétiques ont été tués lors du retrait. Le régime de Mohammed Najibullah, soutenu par les Soviétiques, ne tombera qu'en 1993.